# Ortschyk
Der Ortschyk (ukrainisch Орчик; russisch Орчик Ortschik) ist ein rechter Nebenfluss des Oril in der Ukraine.
Der Ortschyk hat eine Länge von 108 km und ein Einzugsgebiet von 1460 km².
Das Tal des Ortschyk ist trapezförmig und asymmetrisch. Es wurden Teiche und kleine Stauseen angelegt.

## Verlauf
Der Ortschyk entspringt nordöstlich des Dorfes Wodjana Balka (Водяна Балка) im Rajon Walky der Oblast Charkiw. Er fließt dann hauptsächlich nach Südwesten und überfließt bei Nowe Hrjakowe die Grenze zur Oblast Poltawa. Von Warwariwka an fließt er vorwiegend nach Süden und mündet, nachdem er vor Tscherneschtschyna wieder die Grenze zur Oblast Charkiw überflossen hat, südlich vom Dorf Malyj Ortschyk (Малий Орчик) von rechts in den Oril (Dnepr-Becken), der hier die Grenze zwischen der Oblast Charkiw und der Oblast Dnipropetrowsk bildet.

## Nebenflüsse
Von links fließt ihm die 32 km lange Lanna (Ланна; Einzugsgebiet 257 km²), die 17 km lange Skotobalka (Скотобалка; Einzugsgebiet 71 km²)  und die 14 km lange Komyschuwacha (Комишуваха; Einzugsgebiet 115 km²) zu.